# Progress Village
Progress Village est une census-designated place située dans le comté de Hillsborough, dans l’État de Floride, aux États-Unis.

## Démographie
| 1970  | 2000  | 2010  | - | - | - |
| ----- | ----- | ----- | - | - | - |
| 2 573 | 2 482 | 5 392 | - | - | - |

Lors du recensement de 2010, elle comptait 5 392 habitants.

## Source
- (en) Cet article est partiellement ou en totalité issu de l’article de Wikipédia en anglais intitulé « Progress Village, Florida » (voir la liste des auteurs).